# El Azuzul

Kulturbereich der Olmeken

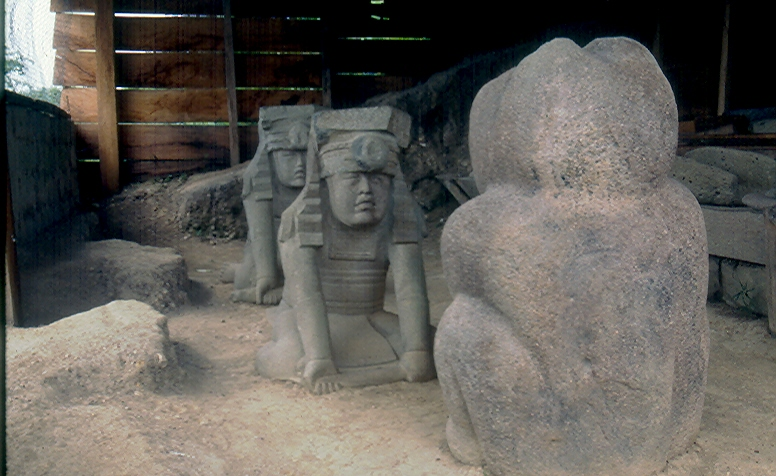
Figurengruppe von El Azuzul

El Azuzul ist eine olmekische Fundstätte im mexikanischen Bundesstaat Veracruz.

## Lage
El Azuzul liegt auf einer Anhöhe oberhalb des Río Chiquito, eines Nebenflusses des Río Coatzacoalcos ca. 10 km südlich der archäologischen Stätte von San Lorenzo Tenochtitlan in einer Höhe von ca. 30 m ü. d. M.

## Geschichte
Wegen der geringen Entfernung, aber auch wegen stilistischer Ähnlichkeiten zu einigen Skulpturen von San Lorenzo wird die Stätte von El Azuzul in die gleiche Zeit eingeordnet (ca. 1100 bis 800 v. Chr.). Die Stätte wurde im Jahr 1987 erforscht.

## Architektur
Archäologen haben den aufgeschütteten Erdhügel einer Tempelpyramide identifiziert. Entlang des Flussufers verläuft ein erhöhter, wahrscheinlich von Menschenhand aufgeschütteter Damm, der auch als Straße diente.

## Skulptur

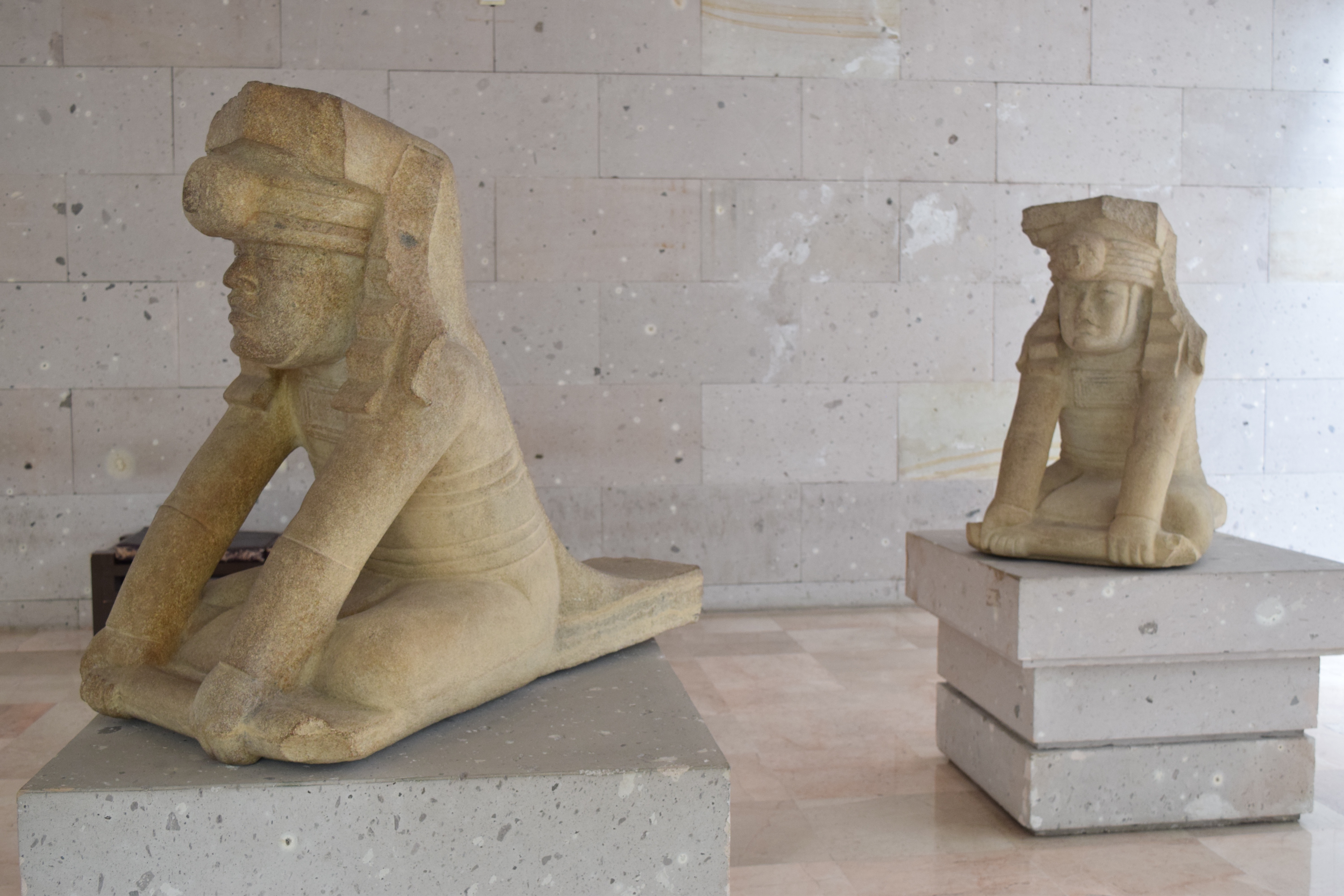
„Zwilling“ von El Azuzul

Wichtiger als die kaum wahrnehmbaren Architekturreste sind jedoch zwei in einer Reihe gegenübersitzende Figurenpaare. Zwei ca. 1 m hohe Figuren tragen menschliche Züge, die beiden anderen sind als Jaguare erkennbar. Die beiden menschlichen Figuren (von einigen Forschern mit den Göttlichen Zwillingen des Popol Vuh in Verbindung gebracht) tragen einen ausgeprägten Kopfputz, der in einer Art Schleppe nach hinten ausläuft, die Oberkörper sind von Tüchern umwickelt, von der Hüfte abwärts ist ein Rock erkennbar; außerdem tragen sie ein Pektorale auf der Brust. Die Hände umgreifen einen Gegenstand, der als Zeremonialstab gedeutet wird. Die beiden Jaguare, von denen einer umgestürzt war und einige Meter abseits lag, sind etwa 10 bis 20 cm größer als die menschlichen Figuren, aber deutlich weniger exakt bearbeitet, was zu der Annahme geführt hat, dass sie älter sein könnten und ursprünglich in einem anderen Zusammenhang standen.
Die asymmetrische Handhaltung der beiden menschlichen Figuren entspricht derjenigen der ca. 2 m großen Skulptur von San Martín Pajapan.
Die außergewöhnlich originelle und vor allem seltene Figurengruppe befindet sich heute im Museo de Antropología von Xalapa. Ihre Bedeutung ist völlig unklar – vielleicht handelt es sich um zwei Herrscher vor Jaguargottheiten.